# Писцовые книги Тверского края
Писцовые книги - это сводные документы хозяйственных описаний, которые составлялись на протяжении 15-17 веков. Книги служили основанием для податного обложения ("сошного письма"). Они составлялись в процессе деятельности особых комиссий из писцов (бояр и дьяков), которые посылались из Москвы в города Руси. Объектом описания были, как правило, город (его укрепления, монастыри, церкви, дворы, лавки и прочее), уезд, стан, волость. Отдельно описывалось каждое село и деревня. 
Древнейшие из сохранившихся Писцовых книг Тверского края - книги Деревской и Бежецкой пятин (конец 15 - начало 16 веков).

## Периоды составления Писцовых книг Тверского края
На протяжении 16-17 веков Писцовые книги Тверского края составлялись в 4 этапа: 
| Этап | Период времени | Книги, дошедшие до наших дней                         | Примечание |
| ---- | -------------- | ----------------------------------------------------- | --- |
| 1    | 1530-1540 годы | Бежецкая пятина, Тверь, Торопец                       | |
| 2    | 1570-1590 годы | Бежецкая пятина, Тверь, Торжок, Бежецк, Ржев, Старица | Материалы данных книг этого периода стали основным документом, определившим принадлежность крестьян данному владельцу |
| 3    | 1620е годы     | Тверь, Торжок, Бежецк, Ржев, Старица, Кашин, Зубцов   | Из книг, составленные в эти годы, наиболее известна писцовая книга Твери Потапа Нарбекова                             |
| 4    | 1680е годы     | Тверь, Торжок, Бежецк, Старица, Зубцов                | |

В начале XVII века составлялись дозорные книги, определявшие степень разорения городов и уездов после польско-литовского нашествия и шведской интервенции (известны дозорные книги Твери 1612-1617 гг). 
В середине XVII века в процессе перехода к подворному описанию появились переписные книги, содержавшие более полные сведения о населении края (сохранились книги 1640-1670-х гг. Торопца, Твери, Торжка, Бежецка, Старицы, Кашина, Ржева, Зубцова, начало XVIII века - Торжка и Твери).